# 카일리 캔트럴
카일리 캔트럴(Kylie Cantrall, 2005년 6월 25일 ~ )은 미국의 배우, 가수, 인플루언서이다.

## 출연 작품

### 영화
- 고장난 론 (2021) - 서배나 메데스 역 (목소리)
- 디센던츠: 레드의 반항 (2024) - 레드 역
- 디센던츠: 위키드 원더랜드 (2026) - 레드 역

### 텔레비전
- 개비의 외계인 육아 도전기 (2019-21) - 개비 듀란 역
- 하이 스쿨 뮤지컬: 뮤지컬: 시리즈 (2023) - 대니 역
- 스파이디 그리고 놀라운 친구들 (2024) - 화이트 타이거 역 (목소리)

## 음반 목록

### EP
- B.O.Y. (2025)

### 컴필레이션
- 10 Minute Songs Vol. 1 (2023)